# San Benedetto di Lugana
San Benedetto di Lugana è una frazione del comune italiano di Peschiera del Garda, nella provincia di Verona, in Veneto.

## Geografia fisica
San Benedetto di Lugana si affaccia a sud del lago di Garda, a 2,48 km da Peschiera del Garda.

## Storia
I monaci benedettini del monastero di San Zeno, ubicato a Verona, verso l'anno mille bonificarono la zona, dove si diffuse la coltura della vite. Ancora oggi viene prodotto il vino bianco Lugana, che prende il nome dalla località. Il nome di quest'ultima deriva quindi sia dai monaci benedettini, sia dalle caratteristiche naturali, perché Lugana può derivare dal termine latino lacuna, che vuol dire palude (a sua volta derivato da lacus, cioè lago), o anche da lucus, che vuol dire bosco.
I diritti sul luogo da parte dei benedettini sono attestati da un documento del 7 ottobre 860, rilasciato dall'imperatore Ludovico II, con il quale concedette ai monaci il diritto di pesca nel lago di Garda e nel fiume Mincio.

## Monumenti e luoghi d'interesse

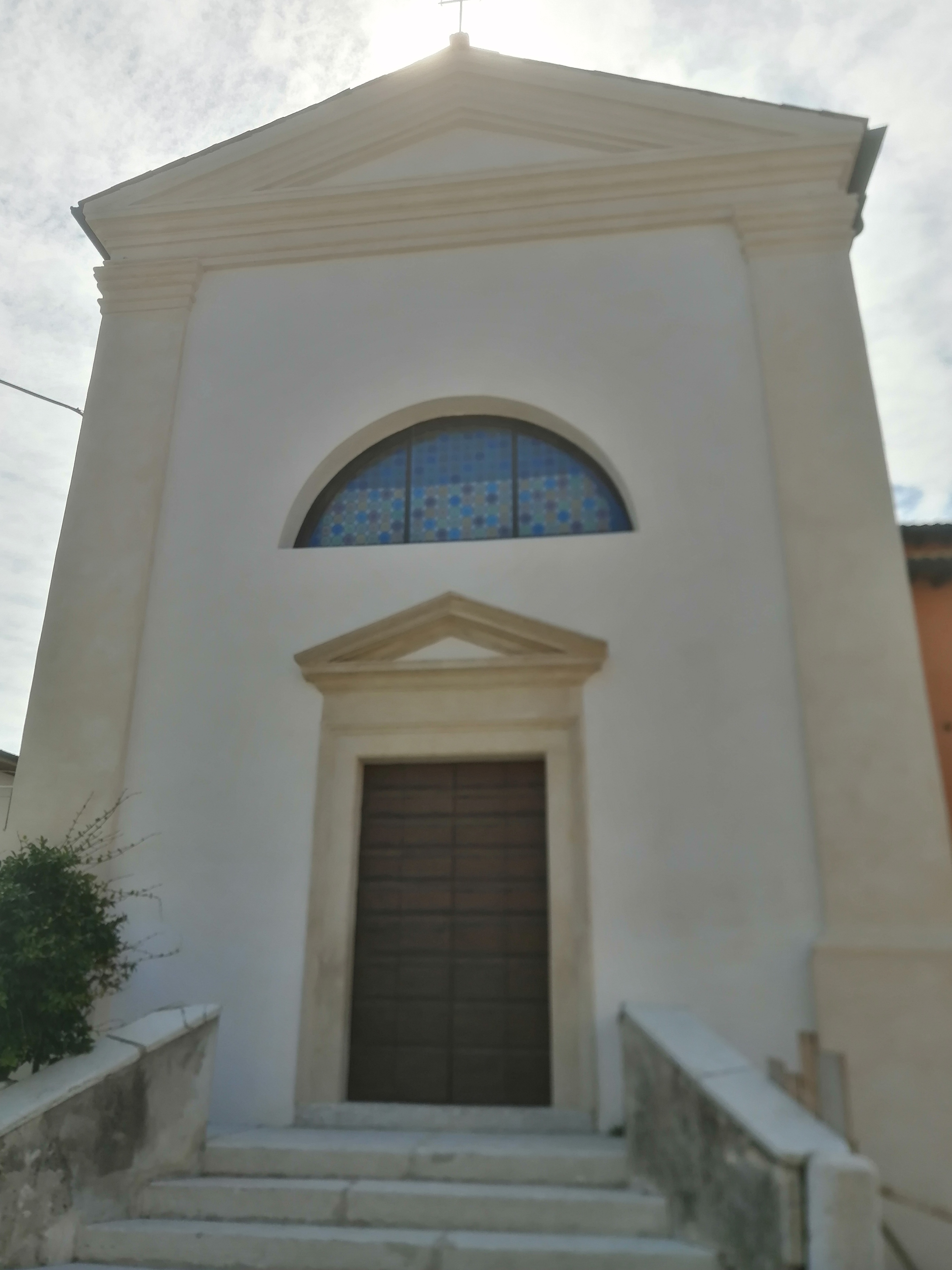
Chiesa vecchia di San Benedetto di Lugana

### Architetture religiose
- Chiesa di San Benedetto vecchia: fu edificata in forme neoclassiche nel 1721[2], probabilmente al posto di un precedente monastero benedettino. Svolgeva la sua funzione liturgica ancor prima dell'arrivo di un sacerdote stabile, che fu inviato il 13 ottobre 1901. Desiderando i fedeli ottenere una parrocchia autonoma, in quanto la loro chiesa dipendeva allora dalla parrocchia di San Martino di Peschiera del Garda, il 21 maggio 1943 fu costituita la nuova parrocchia di San Benedetto di Lugana.
- Chiesa di San Benedetto: realizzata tra il 1960 e il 1962[3], la nuova chiesa di San Benedetto, dove fu trasferita la sede parrocchiale, divenne il nuovo centro di culto per i fedeli i quali, per secoli, avevano utilizzato il precedente edificio, che comunque è stato conservato come sussidiario accanto al nuovo.

## Cultura
L'antico dialetto locale è denominato "luganotto". Esiste un libro di poesie composte nell'antico dialetto veronese di San Benedetto di Lugana.

## Economia
L'economia di San Benedetto di Lugana è legata sia al turismo, con un'accoglienza basata su alberghi, campeggi e seconde case, sia alla produzione del vino bianco Lugana a denominazione di origine controllata.